# Gisela Brünner
Gisela Brünner (* 12. Januar 1951 in Astfeld) ist eine deutsche Sprachwissenschaftlerin. Von 1993 bis 2013 lehrte sie als Professorin für Deutsche Sprache mit dem Schwerpunkt „Sprachliche Interaktion in beruflichen und institutionellen Zusammenhängen“ an der Technischen Universität Dortmund. Brünner hat einschlägige Arbeiten u. a. zur Wirtschaftskommunikation, zur Gesundheitskommunikation im Fernsehen und im Bereich der Gesprächsforschung verfasst.

## Leben
Nach dem Abitur im Jahre 1969 studierte Brünner an der Universität Hamburg Germanistik, Klassische Philologie und Pädagogik. Nach dem Staatsexamen für das Lehramt an Gymnasien promovierte sie im Jahre 1978 an der Universität Osnabrück im Fach Linguistik mit einer Arbeit zum Thema  Kommunikation in betrieblichen Kooperationsprozessen. Ab 1978 war Brünner wissenschaftliche Mitarbeiterin an den Universitäten Düsseldorf und Dortmund. 1986 habilitierte sie sich an der Universität Dortmund in Germanistischer Linguistik. 1986 bis 1987 absolvierte sie das Referendariat und die Zweite Staatsprüfung für das Lehramt der Sekundarstufen.
1993 wurde sie als Professorin ans Institut für deutsche Sprache und Literatur der Technischen Universität Dortmund berufen. Daneben nahm sie 1993 bis 1994, 1996 und 2004 Gast- bzw. Vertretungsprofessuren am Institut für Sprachwissenschaft der Universität Wien wahr.

## Werke in Auswahl
Monographien
- Kommunikation in betrieblichen Kooperationsprozessen. Theoretische Untersuchungen zur Form und Funktion kommunikativer Tätigkeiten in der Produktion. 1978 (Diss.)
- Studien zur Verwendung der Modalverben. 1983, mit Angelika Redder
- Linguistische Berufsfelder außerhalb von Schule und Hochschule. 1983, mit Reinhard Fiehler, Brigitte Herlemann
- Kommunikation in institutionellen Lehr-Lern-Prozessen. Diskursanalytische Untersuchungen zu Instruktionen in der betrieblichen Ausbildung. 1987 (Neuauflage 2005)
- Wirtschaftskommunikation. Linguistische Analyse ihrer mündlichen Formen. 2000
- Gesprächsanalyse und Gesprächsführung. Eine Unterrichtsreihe für die Sekundarstufe II. 2006, mit Michael Becker-Mrotzek
- Gesundheit durchs Fernsehen – Linguistische Untersuchungen zur Vermittlung medizinischen Wissens und Aufklärung in Gesundheitssendungen. 2011

Als Herausgeberin
- Theorie der Sprachwissenschaft. 1977, mit Reinhard Fiehler
- Texte und Diskurse. 1994, mit Gabriele Graefen
- Linguistische Berufe. 2000, mit Michael Becker-Mrotzek, Hermann Cölfen
- Angewandte Diskursforschung. 1999, mit Reinhard Fiehler, Walther Kindt (Neuauflage 2002)
- Krankheit verstehen. Interdisziplinäre Beiträge zur Sprache in Krankheitsdarstellungen. 2002, mit Elisabeth Gülich
- Analyse und Vermittlung von Gesprächskompetenz. 2004, mit Michael Becker-Mrotzek (Neuauflage 2009)